# 岐阜駅前駅
岐阜駅前駅（ぎふえきまええき）は、岐阜県岐阜市にあった名古屋鉄道（名鉄）岐阜市内線の停留場。

## 概要

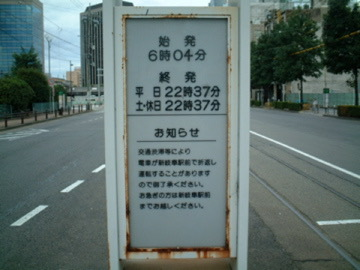
時刻表と案内表示。2000年頃撮影。

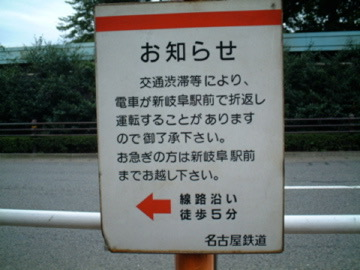
「お急ぎの方は新岐阜駅前までお越しください」案内表示。2000年頃撮影。

この駅には黒野行きの直通電車のみの時刻表が掲げられており、朝7時台と昼間の10 - 16時台は空白。時刻表の下には「交通渋滞等により、電車が新岐阜駅前で折り返し運転することがありますので御了承下さい。お急ぎの方は新岐阜駅前までお越しください。線路沿い、徒歩5分」の案内板があった。つまり、当駅からは乗車できない場合があり、反対に忠節方面から乗った場合も当駅で降車できない場合があった。
2003年（平成15年）12月1日より、駅前整備のため、新岐阜駅前駅 - 当駅間は、2005年（平成17年）3月31日までの予定で運行休止に入った。しかし、2005年（平成17年）4月1日に路線自体が廃線となり、運行再開のないまま廃駅となった。事実上、他区間に先立ち廃止されたといえる。

## 歴史

岐阜駅周辺の変遷

- 1913年（大正2年）8月21日 - 美濃電気軌道の駅前駅（えきまええき）として開業。省線岐阜駅の移転に伴う。それまでの駅前駅（後の新岐阜駅前駅）は長住町駅に改称[3]。
- 1943年（昭和18年）2月22日 - 美濃電気軌道の新岐阜駅（旧・新岐阜駅隣接）を統合[3]。
- 1948年（昭和23年）4月18日 - 岐阜駅前駅に改称[3]。
- 1952年（昭和27年）5月1日 - 現在地に移転[3]。
- 2003年（平成15年）12月1日 - 駅前再開発に伴う工事で休止[1][3]。
- 2005年（平成17年） 4月1日 - 運行再開のないまま廃止[3]。

## 停留場構造
廃止時点の構造。
- 単式ホーム1面1線。
- 名鉄の併用軌道の停留場で唯一安全地帯を備えていた。
- 安全地帯と歩道には地下道が設けられていた。なお、最末期には、一時的に新岐阜駅前駅、徹明町駅、西野町駅にも仮設の安全地帯があったが、あくまで実験であったため終了後すぐに撤去された。

### 配線図
| ← 徹明町方面 | 岐阜駅前駅 構内配線略図 |  |
| 凡例 出典:   |                         |  |

## その他
- 駅前再開発後は、岐阜駅前駅は道路上から岐阜駅北の再開発エリア内に移転する予定であったが、再開発中に岐阜市内線が廃止となり、実現しなかった。2024年現在、岐阜駅北口広場にはモ510形（513）が静態保存されているが、これは実現しなかった岐阜駅前駅を意識したものであり、道路から伸びる線路、石畳、ホームなどが再現されている。

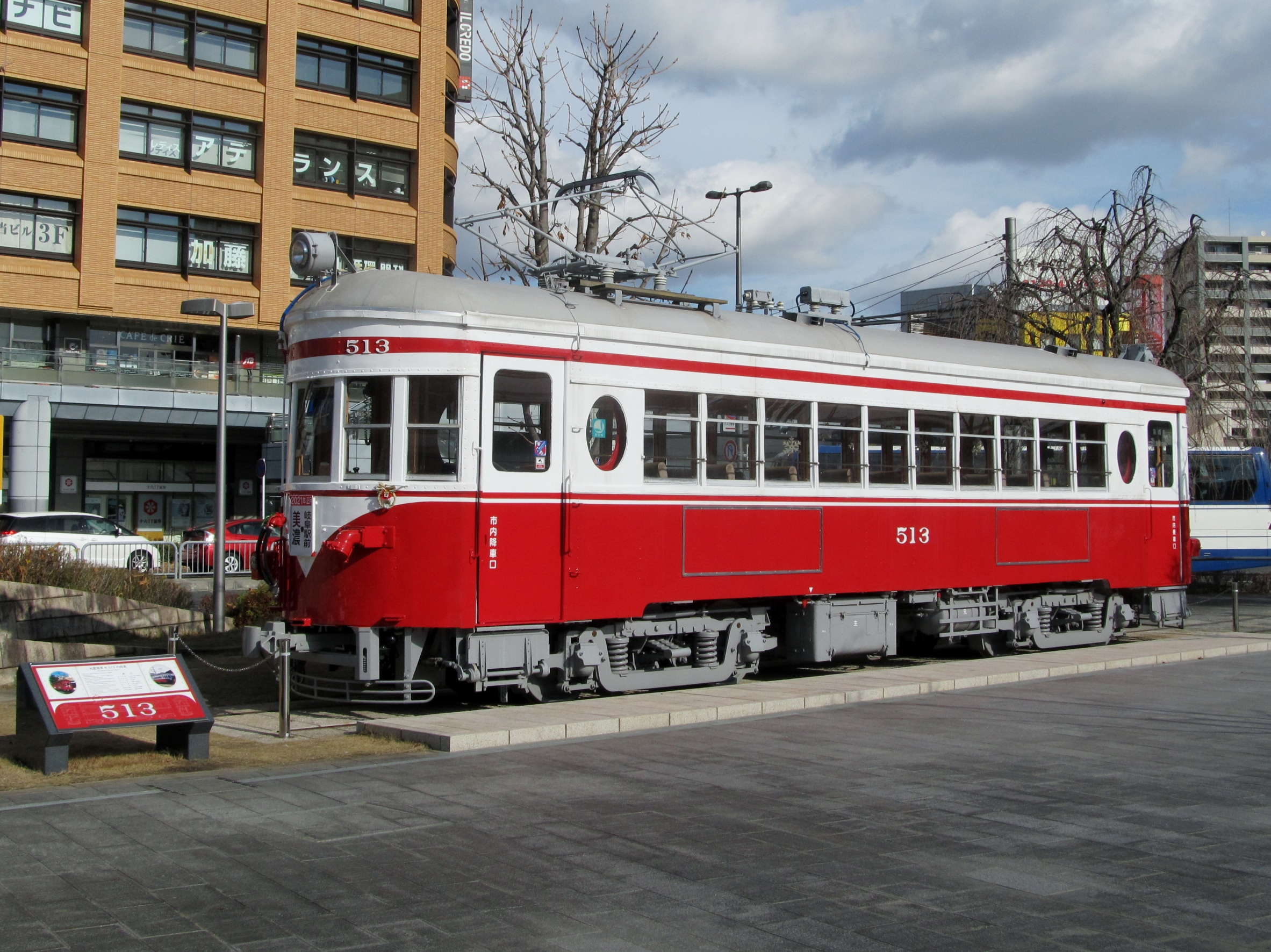
岐阜駅前北口駅前広場に移設されたモ510形513。

## 隣の停留場
名古屋鉄道
岐阜市内線
岐阜駅前駅 - 新岐阜駅前駅